# 惡夢工廠
《惡夢工廠》（英語：Nightmares & Dreamscapes）是一部收錄美國暢銷作家史蒂芬·金二十三篇短篇小說、一篇劇本和一篇詩作的短篇小說集，在1993年首先於美國出版。繁體中文版由新雨出版社於1999年4月15日和6月30日，分為《惡夢工廠I》和《惡夢工廠II》出版。

## 收錄故事
| 故事標題 原文標題                               | 先前發表於                                                                 |
| ----------------------------------------------- | -------------------------------------------------------------------------- |
| 惡夢工廠I                                       |                                                                            |
| 《杜雷的凱迪拉克》 Dolan's Cadillac             | 約翰伯爵出版社(Lord John Press) 1985年2月到6月出版限量版《杜雷的凱迪拉克》 |
| 《混亂的終結》 The End of the Whole Mess        | 《全知雜誌》 1986年10月                                                    |
| 《童魘》 Suffer the Little Children             | 《騎士》雜誌 1972年2月                                                     |
| 《夜飛人》 The Night Flier                      | 《原始罪惡》雜誌 1988年                                                    |
| 《小寶貝》 Popsy                                | 《化妝舞會II》雜誌 1987年                                                  |
| 《它生在這裡》 It Grows On You                  | 《澤之源》雜誌 1973年秋天                                                  |
| 《嘎喳嘴》 Chattery Teeth                       | 《墓園之舞》雜誌 1992年秋天                                                |
| 《獻辭》 Dedication                             | 短篇小說集《黑暗景象》 1988年                                              |
| 《神秘手指》 The Moving Finger                  | 《奇幻與科幻雜誌》 1990年12月                                              |
| 《廁所裡的運動鞋》 Sneakers                     | 短篇小說集《黑暗景象》 1988年                                              |
| 《搖滾天堂》 You Know They Got a Hell of a Band | 《休克搖滾》雜誌 1992年                                                    |
| 惡夢工廠II                                      |                                                                            |
| 《待產》 Home DeliveryRainy                     | 短篇小說集《死者之書》 1989年                                              |
| 《雨季》 Rainy Season                           | 《午夜岩畫》雜誌 1989年春天                                                |
| 《可愛的小馬》 My Pretty Pony                   | 以限量版的咖啡桌書於1989年出版                                             |
| 《誰撥的電話》 Sorry, Right Number              | 首次出版                                                                   |
| 《時十族人》 The Ten O'Clock People             | 首次出版                                                                   |
| 《鬼踞區》 Crouch End                           | 短篇小說集《新克蘇魯神話》 1980年                                          |
| 《楓葉街的房子》 The House on Maple Street      | 首次出版                                                                   |
| 《四分之五》 The Fifth Quarter                  | 《騎士》雜誌 1972年4月                                                     |
| 《醫生的案子》 The Doctor's Case                | 短篇小說集《福爾摩斯的新冒險》 1987年                                      |
| 《最後一樁案子》 Umney's Last Case              | 首次出版                                                                   |
| 《頭放低》 Head Down                            | 《紐約客》雜誌 1990年4月16日                                               |
| 《八月的布魯克林》 Brooklyn August              | 《伊俄雜誌》第10期 1971年                                                  |
| 《乞丐與鑽石》 The Beggar and the Diamond       | 首次出版                                                                   |

## 作品改編
- 《杜雷的凱迪拉克》曾改編為電影《史帝芬金之惡夢工廠》。
- 《夜飛人》曾改編為電影《惡夜嚇破膽》。
- 《嘎喳嘴》的片段故事出現在電影《夜半路驚魂》。
- 《誰撥的電話》曾改編為影集《恐怖邊緣》(Tales from the Darkside)中的其中一集。
- 《神秘手指》曾改編為影集《異類現形》(Monsters)中的其中一集。

## 電視影集
2006年夏天，TNT製作了共八集的電視影集惡夢工廠，所有的集數都改編自史蒂芬金的短篇小說。其中有五篇來自《惡夢工廠》。除此之外，有兩篇來自《世事無常》，一篇來自《玉米田的孩子》。
- 《鬼踞區》改編為《蹲尾區》。
- 《最後一樁案子》改編為《克萊德盎尼的最後一章》。
- 《混亂的終結》改編為《亂世終結》。
- 《四分之五》改編為《第五份地圖》。
- 《搖滾天堂》改編為同名影集。